# Ressource (informatique)
Pour les articles homonymes, voir Ressource.
En informatique, les ressources sont des composants, matériels ou logiciels, connectés à un ordinateur. Tout composant de système interne est une ressource. Les ressources d'un système virtuel incluent les fichiers, les connexions au réseau, et les zones de mémoire.

## Types de ressources

### Ressource internet
Selon le Grand dictionnaire terminologique, une ressource Internet est un élément d'intérêt pour un internaute et qui est disponible dans un des sites Internet du réseau.
Une ressource Internet peut être un système de recherche (Gopher, Web), un navigateur Web, une base de données accessible par FTP, ou même un correspondant lors d'une session de dialogue en direct.

### Autres types de ressources
- Un temps du processeur
- Une mémoire vive et virtuelle
- Un espace du disque dur
- un périphérique externe
- le throughput d'un réseau

L'intérêt de les séparer est d'observer en charge le degré de saturation de chaque ressource afin, si l'on veut augmenter les performances du système, de le faire aux moindres frais en renforçant simplement ce qui est vraiment critique. Si par exemple le disque est utilisé à 90% et le processeur à 15%, on préférera au changement du processeur contre un autre deux fois plus puissant le remplacement du disque par un modèle plus rapide ou un SSD.

## Pool
Un pool est un groupe de ressources de même type. Le pool est géré par un système qui peut donner l'accès aux ressources disponibles à un programme qui le demande. La demande est bloquante tant que toutes les ressources sont occupées.

## Ressource critique
Lorsque les ressources sont à accessibilité limitée, on parle de « ressource critique ».